# Casa Trilla del Palau de Rialb
La Casa Trilla del Palau de Rialb o Casa Trilla de Pallargues és una casa del Palau de Rialb, al municipi de la Baronia de Rialb (Noguera), que forma part de l'Inventari del Patrimoni Arquitectònic de Catalunya. Es troba a pocs metres al sud de l'església de Santa Maria.

## Descripció

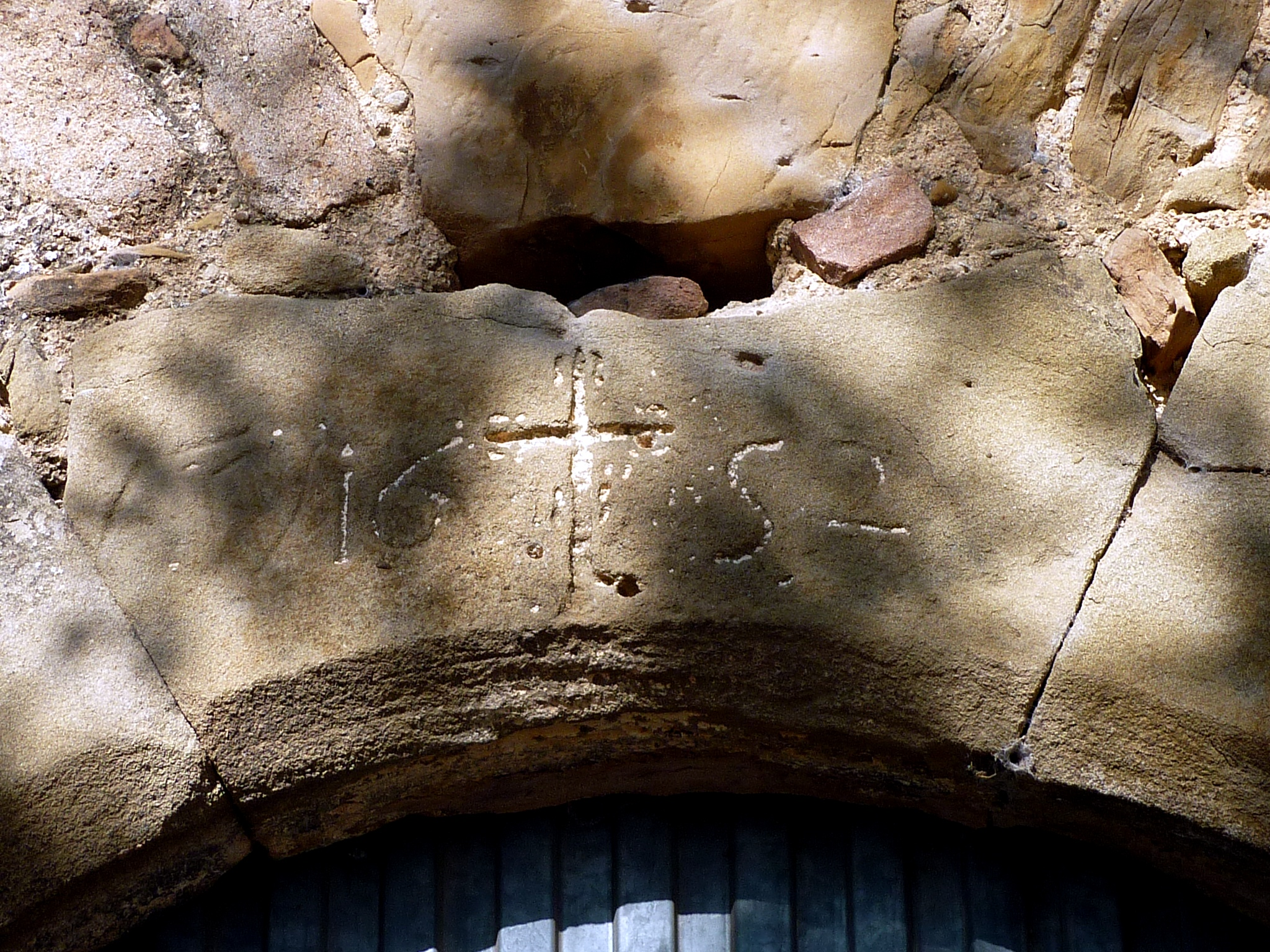
Llinda de la porta

L'habitatge rural té la planta noble de la casa pairal a sobre de les quadres i a sota de les golfes. La paret mestra, que suporta el carener de la coberta, divideix el pis en dues parts. La sala menjador és a un costat, situant-se a l'altra banda les dues habitacions amb la cuina i llar al centre. Era molt singular la desapareguda llar de foc de rellotge, amb els cremalls i la resta d'elements característics. Al celler, excavat a la roca, sota el planell de l'església, es conserven les tones de vi i un passadís tapiat que comunicava amb la rectoria. Actualment s'ha reforçat amb contraforts de blocs de formigó i s'han rejuntat alguns murs amb ciment pòrtland de color que desentona de la tipologia de materials originals.

## Història
Entre els segles IX i XI es construeix l'església romànica annexa de Santa Maria. Al s. XIV es consuma la consolidació de la baronia de Rialb. La data de 1646 apareix a la llinda de la porta de l'actual corral de la casa Trilla de Pallargues. L'any 1652 s'hi inscriu novament en una llinda d'una porta principal de l'esmentada casa pairal. Entre els anys 1983 i 1986 es construeix la carretera Ponts-Folquer que facilità l'accés.